# Суперпарамагнетизам
Суперпарамагнетизам је облик магнетизма који се манифестује у феромагнетним и феримагнетним честицама. Ако су такве честице довољно мале, онда оне постају једнородне, односно, оостају равномерно магнетизиране кроз волумен. Магнетни момент таквих честица може произвољно да промени правац под утицајем температуре, а у одсуству спољашњег магнетног поља, просечна магнетизација суперпарамагнетских честица је нула. Али у спољашњем магнетном пољу, такве честице се понашају као парамагнетици чак и на температурама испод Куриеове тачке или тачке Нил-а. Међутим, магнетна сусцептибилност суперпарамагнетских материјала је много већа од парамагнетске.

## Лангвинове честице
Најизразитија разлика у магнетним својствима једно доменских наночестица од својстава расутог феромагрина је ефекат суперпарамагнетизма. У честици са једном доменом, температура изазива флуктуације у смеру магнетног момента у односу на његову енергетски повољну оријентацију. Ако је честица изотропна, онда ће природа њене магнетизације бити слична магнетизацији парамагнетског јона са неуобичајено великом спином и биће описана Лангевиновом функцијом. Ансамбли таквих изотропних честица називају се Лангевиновим ансамблима честица. Ако су честице анизотропне (имају анизотропију облика, кристалографску анизотропију, итд.), Тада ће се магнетне особине ансамбла таквих честица значајно разликовати од својстава ансамбла Лангевинових честица.

## Стонер-Волфарт честице
Кривуље реверзије магнетизације израчунате од стране Стонера и Волфарта за честице са једним доменом са једноосном анизотропијом при Т = 0 К.
а) - хистерезне кривуље за једну честицу која је магнетизована под другачијим углом (θ {дисплаистиле тхета} 1) до оси лаке анизотропије (мз - пројекција магнетизације честице на правац магнетног поља Х, мс - магнетизација засићења честице, Х - магнетна поље, К - константа једноосне анизотропије).
б) - кривуља преокретања магнетизма за скуп честица са равномерно распоређеним правцима лаких осе у простору (М је магнетизација ансамбла честица нормализованих на магнетизацију засићења ансамбла).
Први радови на тумачењу магнетних својстава ансамбла анизотропних честица у једном домену извршили су британски физичари Стонер и Волфарт. Проучавање неких чврстих раствора магнетних и немагнетних метала у одређеном опсегу њихових односа показало је изузетно високе вредности коерцитивности, које нису карактеристичне за чисти феромагнет. Стонер и Волфарт су понудили једноставну и истовремено успешну интерпретацију ових резултата. Они су сугерисали да се у таквом чврстом раствору јавља разградња у магнетне и немагнетске фракције, што резултира формирањем феромагнетних честица нанометарске скале, равномерно, али не поређаних у немагнетном средству. На основу разматрања да је за такве мале честице енергетски повољно да буде једно-доменско, претпоставили су да се преокрет магнетизације у сваком од њих јавља кохерентном ротацијом свих магнетних момената јона у честици, што заузврат претпоставља да се у процесу преокретања магнетизације апсолутна вредност магнетизације честице не мења. На основу ових идеја, научници су израчунали кривуље обртања за различите групе честица код Т = 0 К. Добијени резултати су се добро слагали са експерименталним подацима и ова теорија преокретања наночестица је препозната и данас је популарна. Према томе, анодотропна честица у једном домену, премештање у којем се врши без промене апсолутне вредности његове магнетизације, обично се назива Стонер-Волфартова честица (СВ честица).

## Стање Стонер-Волфарт честица
За разлику од магнетних особина ансамбла Лангевинових честица, где је одлучујући унутрашњи параметар магнетни момент честице (у реалним системима, дисперзија према овом параметру) и спољашњи параметар температура, магнетне особине ансамбала ЦБ честица зависе од многих додатних параметара. Најзначајнији међу њима су тип анизотропије честица и њихов међусобни распоред у ансамблу. Међу спољним параметрима, поред температуре, додаје се почетно стање ансамбла (који може бити неравнотежни) и време посматрања ансамбла - време мерења. 
У одређеном опсегу магнетних поља, присуство сваке честице, на пример, једноосне анизотропије, доводи до појаве баријере која раздваја два енергетска минимума у фазном простору оријентације магнетног момента. Животни век у сваком од минимума ће бити одређен висином баријере и температуром. 